# صدای دلچسب رعد
| بررسی انتقادی  | بررسی انتقادی |
| منبع           | رتبه‌بندی      |
| -------------- | ------------- |
| آل‌میوزیک       | [ ۱ ]         |
| بلندر          | link          |
| رابرت کریستگاو | C             |
| رولینگ استون   | [ ۳ ]         |

صدای دلچسب رعد (به انگلیسی: Delicate Sound of Thunder) نام یک آلبوم زنده از گروه موسیقی پراگرسیو راک بریتانیایی، پینک فلوید، است که در نوامبر ۱۹۸۸ منتشر شده‌است.
این آلبوم دومین آلبوم زنده گروه می‌باشد و اولین آلبوم زنده ای می‌باشد که راجر واترز در آن حضور ندارد. گروه در این آلبوم به اجرای آهنگ‌هایی از آلبوم لغزش آنی در عقل و آلبوم‌های قبلی پرداخت. این آلبوم توسط ئی‌ام‌آی رکوردز در بریتانیا و توسط سی بی اس در آمریکا منتشر شد.

## لیست آهنگ‌ها
| سی دی اول | سی دی اول              | سی دی اول   | سی دی اول |
| شماره     | نام                    | تاریخ ضبط   | مدت       |
| --------- | ---------------------- | ----------- | --------- |
| ۱.        | «بدرخش ای الماس مجنون» | ۲۰ اوت ۱۹۸۸ | ۱۱:۵۳     |
| ۲.        | «آموختن پرواز»         | ۲۳ اوت ۱۹۸۸ | ۵:۲۷      |
| ۳.        | «باز هم فیلمی دیگر»    | ۱۹ اوت ۱۹۸۸ | ۶:۲۱      |
| ۴.        | «راند اند اِراند»       | ۱۹ اوت ۱۹۸۸ | ۰:۳۳      |
| ۵.        | «اندوه»                | ۲۳ اوت ۱۹۸۸ | ۹:۲۸      |
| ۶.        | «سگ‌های جنگ»            | ۲۱ اوت ۱۹۸۸ | ۷:۱۸      |
| ۷.        | «هنگام روی برگرداندن»  | ۲۰ اوت ۱۹۸۸ | ۷:۵۸      |

| سی دی دوم | سی دی دوم                      | سی دی دوم   | سی دی دوم |
| شماره     | نام                            | تاریخ ضبط   | مدت       |
| --------- | ------------------------------ | ----------- | --------- |
| ۱.        | «یه روز از این روزها»          | ۲۳ اوت ۱۹۸۸ | ۶:۱۵      |
| ۲.        | «زمان»                         | ۱۹ اوت ۱۹۸۸ | ۵:۱۶      |
| ۳.        | «کاش این‌جا بودی»               | ۲۰ اوت ۱۹۸۸ | ۴:۴۹      |
| ۴.        | «ما و آن‌ها»                    | ۲۲ اوت ۱۹۸۸ | ۷:۲۲      |
| ۵.        | «پول»                          | ۲۳ اوت ۱۹۸۸ | ۹:۵۲      |
| ۶.        | «اجری دیگر در دیوار (بخش دوم)» | ۱۹ اوت ۱۹۸۸ | ۵:۲۸      |
| ۷.        | «بی‌حس و راحت»                  | ۲۳ اوت ۱۹۸۸ | ۸:۵۶      |
| ۸.        | «بدو بزن به چاک»               | ۲۱ اوت ۱۹۸۸ | ۷:۱۲      |

## آهنگ‌های حذف شده از آلبوم
در تور ۱۹۸۸ آهنگ‌های زیر هم قرار داشت که در آلبوم قرار نگرفتند:
- «نشانه‌های حیات»
- «ماشین نو»
- «یخ‌بندان نهایی»
- «پا به فرار»
- «کنسرتی بزرگ در آسمان»
- «به ماشین خوش‌آمدی»
- «یک لغزش»

## مشارکت کنندگان
پینک فلوید
- دیوید گیلمور – گیتار، خواننده
- نیک میسن – درام، ساز کوبه‌ای
- ریچارد رایت – کیبورد، خواننده پس زمینه، خواننده در «زمان» و «بی‌حس و راحت».

## نمودار فروش
| سال  | نمودار                        | مکان |
| ---- | ----------------------------- | ---- |
| ۱۹۸۸ | جدول موسیقی آلبوم‌های بریتانیا | ۱۱   |
| ۱۹۸۸ | بیلبورد ۲۰۰                   | ۱۱   |
| ۱۹۸۸ | نمودار نروژ                   | ۲    |
| ۱۹۸۸ | نمودارهای سوییس               | ۴    |
| ۱۹۸۸ | نمودارهای اتریش               | ۱۵   |
| ۱۹۸۸ | نمودارهای هلند                | ۲۰   |
| ۱۹۸۸ | نمودارهای سوئد                | ۱۴   |
| ۱۹۸۸ | نمودارهای استرالیا            | ۴    |
| ۱۹۸۸ | نمودارهای نیوزلند             | ۴    |